# 臺灣省工委會鐵路部分組織案
臺灣省工委會鐵路部分組織案為台灣白色恐怖時期之政治案件，爆發於1950年，為中國共產黨台灣省工作委員會被破獲後的後續案件。
據國防部保密局官方資料顯示，台灣省工委會鐵路支部為中國共產黨台灣黨員吳思漢、李水井等人籌畫，自1947年起，以台鐵司機員、司爐以及員工及工會會員為對象，先後以讀書會型式在台鐵成立鐵路局支部、臺北機廠支部、臺北機務段第一支部、臺北機務段第二支部。1950年5月，於吳思漢、李水井被捕後濫捕25人，並於8月31日判決；其中李生財、張添丁、林德旺、許欽宗、朱永祥等5人判處死刑，郭兆慶等20人判15年有期徒刑。該案件造成中國國民黨於鐵路設置臺灣區鐵路黨部，並以國民黨幹部組織台灣鐵路工會。之後，相關案件還有松山第六機廠支部案，該案則有傅慶華及張萬枝遭槍斃，吳聲潤等兩人則被判刑12年。
以國民黨幹部為主的鐵路黨部或工會組織，至2000年民進黨執政後才略有改變。